# Zheng Xie

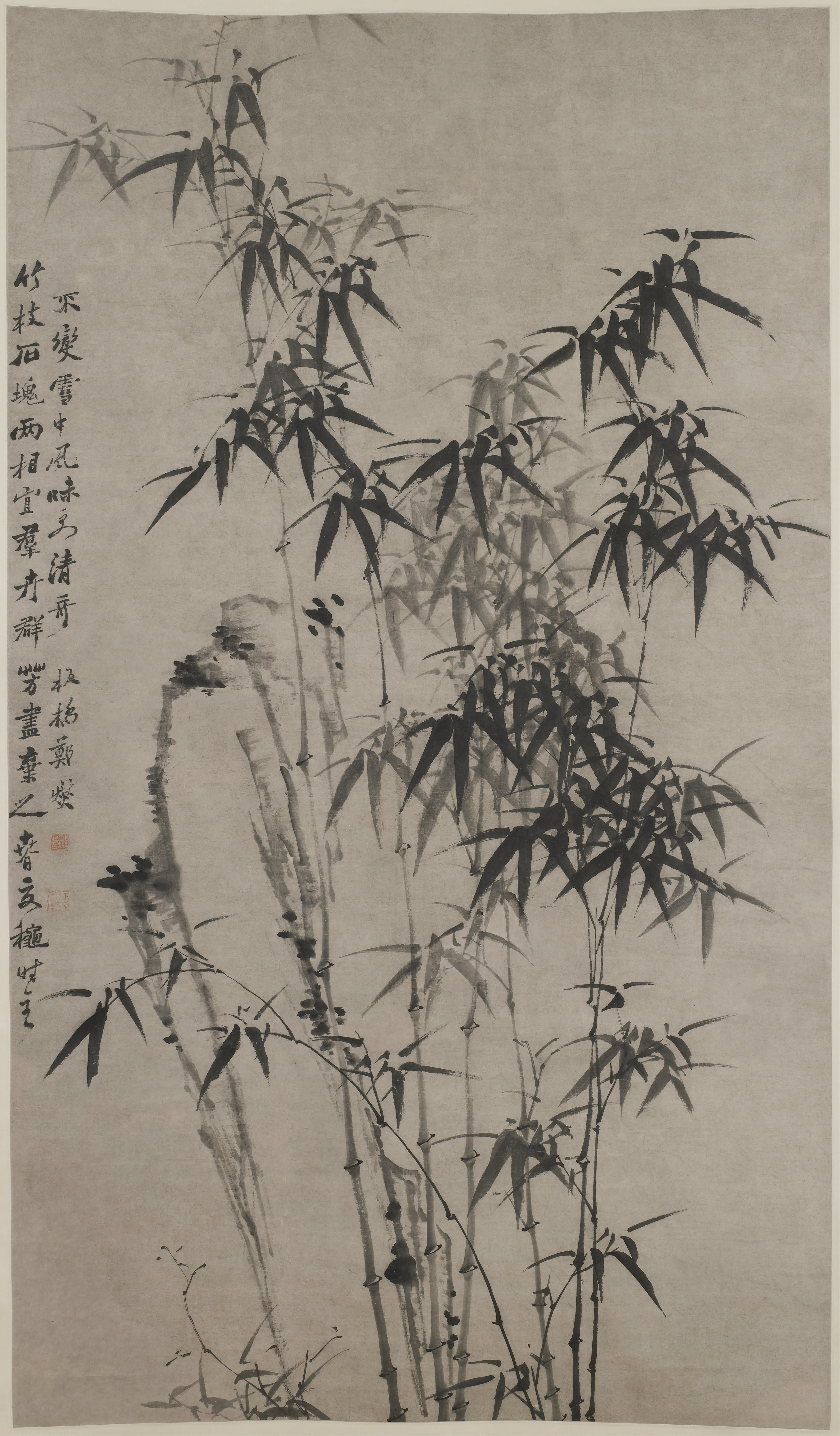
Bamboe en rotsen, gewassen inkt op papier

Zheng Xie (Chinees: 鄭燮; 1693–1765), ook wel bekend als Zheng Banqiao (鄭板橋) was een Chinees kunstschilder, kalligraaf en dichter uit Xinghua, in de provincie Jiangsu.

## Biografie
Zheng Xie groeide op in armoede, maar bracht het middels het Chinees examenstelsel tot magistraat van de provincie Shandong, een rol die hij twaalf jaar lang bekleedde. Hij onderhield zich met de armen en weigerde om naar de gunst te dingen van hogere ambtenaren. Nadat hij naar verluidt werd bekritiseerd omdat hij een onderdak voor de armen bouwde, nam hij ontslag en begon zich toe te leggen op de schilderkunst. In 1748 was hij enige tijd een kalligraaf en hofschilder in dienst van keizer Qianlong.

## Werk
Zheng Xie behoort tot de canon van de Acht Excentriekelingen van Yangzhou, een groep schilders die de heersende ideeën over de schilderkunst verwierpen en een eigen expressieve stijl ontwikkelde. Zheng Xie verwierf vooral bekendheid met zijn werken met orchideeën, bamboe en gongshi-stenen. Daarnaast legde Zheng Xie zich toe op de kalligrafie en ontwikkelde een stijl die overeenkwam met die van zijn orchideeëntekeningen.